# Acridoxena hewaniana
Acridoxena hewaniana är en insektsart som beskrevs av Smith, L.M. 1865. Acridoxena hewaniana ingår i släktet Acridoxena och familjen vårtbitare. Inga underarter finns listade i Catalogue of Life.